# 山口紗彌加
山口紗彌加（1980年2月14日—），日本福岡縣出生，FLaMme事務所所屬的女藝人。身高158公分，血型是O型、星座為水瓶座。學歷為堀越高等學校畢業，帝京大學文學院國際文化學系肄業。

## 演出作品

### 電視劇集
- 青春無悔（若者のすべて)（1994年10月19日 - 12月21日、富士電視台）飾演 原島妙子
- 假面高校生（1995年7月4日 - 11日） 飾演 高野由紀
- 16歲新娘（花嫁は16歳!)（1995年10月16日 - 12月18日、朝日電視台） 飾演 杉村千秋
- 銀狼怪奇檔案 第4集（1996年1月13日 - 3月16日、日本電視台）飾演 五代美香
- 魔影紫光（1996年7月1日 - 9月1日、朝日電視台） 飾演 尾崎舞子
- 美味關係（おいしい関係)（1996年10月14日 - 12月16日、富士電視台） 飾演 森由美
- 兩個人 ～Wherever You Are～（1997年4月14日 - 6月23、朝日電視台）飾演 長谷部真子
- 甜蜜結婚（1998年1月8日 - 3月19日、富士電視台） 飾演 小川晴子
- 凍夏（1998年7月6日 - 9月4日、日本電視台） 飾演 及川惠利子
- 夏日幽會（1998年7月3日 - 9月11日、TBS） - 遠藤祥子
- 走れ公務員! POLICE WOMAN（1998年10月13日 - 12月8日、富士電視台） 飾演 茂原幸江
- 只有可愛不行嗎?（1999年1月11日 - 3月15日、朝日電視台） 飾演 谷口節子
- 新・我們的旅行 Ver.1999（1999年、日本電視台）
- The Doctor（1999年7月4日 - 9月19日、TBS） 飾演 奥山麻美
- 月下棋士（2000年1月17日 - 3月13日、朝日電視台） 飾演 立原真由美
- 神秘之夜 從綾辻行人・有栖川有栖而來的挑戰書2「再一次、安樂椅子偵探」（2000年12日 - 19日、朝日電視台）飾演 葉村奈緒
- 花村大介（2000年7月4日 - 9月19日、關西電視台） 飾演 高村明日香
- 在我們之間 第10回『不要別離』（2001年3月17日、朝日電視台）
- Drama D mode「陰陽師」 第1話（2001年4月3日、NHK） 飾演 玉草
- 叛亂之旅（2001年10月6日、7日、朝日電視台） 飾演 本多真澄
- 戀愛中的TOP LADY（2002年1月8日 - 3月19日、關西電視台） 飾演 麻里
- 甜心小廚師 第4話（2002年7月31日、TBS） 飾演 繪島亞紀
- 演技者。「機械日記」（2003年7月22日 - 8月19日、富士電視台）飾演 幸子
- 預見命運之手（2003年11月15日、朝日放送電視台）
- 「神啊、怎麼了…」（2003年12月5日、富士電視台）飾演 黑部舞
- 我和她和她的生存之道（2004年1月6日 - 3月23日、關西電視台） 飾演 坪井麻美
- 水男孩2 WATER BOYS2（2004年7月6日 - 9月21日、富士電視台）
- Premium stage Special特別企劃「9・11 NY恐襲真實的故事」（2004年、富士電視台）
- 若葉（2004年9月27日 - 2005年3月26日、NHK） 飾演 藤倉亞紀
- 愛在聖誕節 第8話（2004年11月29日、富士電視台） 飾演 松田志穂
- 最重要的人是誰？（2004年10月13日 - 12月15日、日本電視台）飾演 萌子
- 熟女真命苦 anego（2005年4月20日 - 6月22日、日本電視台） 飾演 早乙女加奈
- 為愛瘋狂 Love Stories II「マタをかける女」（2005年9月21日、日本電視台）
- 東京奇蹟之旅（2006年、日本電視台）
- 凝視愛與死（2006年3月18日・19日、朝日電視台）飾演 中田慶子
- 「家族們的明日・尼崎列車事故的1年後・最後的贈與物」（2006年、富士電視台）
- 下北SUNDAYS（2006年7月13日 - 9月7日、朝日電視台）飾演江本亞希子
- 14歲媽媽（2006年10月11日 - 12月20日、日本電視台）飾演 遠藤香子
- 青春★ENERGY結婚披露宴～人生最惡劣的3小時～（2007年1月10日 - 3月21日、富士電視台）飾演 澤口由香里
- 老婆這週要出牆（2007年2月27日、富士電視台）飾演 水澤舞(田之上塔子)
- 世界奇妙物語'07 春季特別編　「凌晨2時的門鈴聲」（2007年3月26日、富士電視台）
- 櫻桃小丸子 (電視劇)第1話（2007年4月19日、富士電視台）飾演 侍應
- 我的野蠻媽咪（2007年10月16日 - 12月18日、富士電視台）飾演 小南八重
- 交響情人夢 新春特別篇（2008年1月4日·5日、富士電視台）飾演 並木優子
- 鹿男異想世界 第1話（2008年1月17日、富士電視台）飾演 悅子
- 被取締役新入社員（2008年3月31日、TBS系）飾演 柏原美奈子
- 你不是犯人吧？第4話（2008年5月2日、朝日電視台）飾演 鴨川里紗
- 暴走兄妹（2008年7月12日 - 9月20日、日本電視台）飾演 宮園薰
- 柳生一族的陰謀（2008年9月28日、朝日電視台）飾演 万
- 小兒救命（2008年10月16日 - 12月18日、朝日電視台）飾演 樋口流衣
- 紅綫（2008年12月20日 - 2009年2月28日、富士電視台）飾演 石川真知子
- 結婚萬歲 第3話（2009年5月4日、富士電視台）飾演 金子杏里
- 絕對零度～未解決事件特命捜査～（2010年4月13日 - 6月22日、富士電視台） 飾演 高峰涼子
  - 絕對零度〜未解決事件特命搜查〜Special（2011年7月8日）飾演 高峰涼子
  - 絕對零度〜特殊犯罪潛入搜查〜（Season2）（2011年7月 - 9月）飾演 高峰涼子
- 黃金豬～會計檢察廳·特別調查課～（2010年10月20日 - 12月15日、日本電視台） 飾演 堤霙
- 黃昏流星群～C-46星雲（2011年2月20日、富士電視台） 飾演 宮部志乃
- 絕對零度～特殊犯罪潜入搜査～（2011年7月12日 - 9月20日、富士電視台） 飾演 高峰涼子
- HUNTER～那些女子，賞金獵人～（2011年10月11日－2011年12月13日、關西電視台）飾演 井坂茜
- 再也不誘拐了（2012年1月3日、富士電視台） 飾演 竜川潤子
- 被稱作早海的日子 第3－7話、最終話、SP前篇 / 後篇（2012年1月29日 - 2月26日·3月18日·6月10日·19日、富士電視台）飾演 入江亞季
- 家で死ぬということ（2012年2月25日、NHK名古屋放送局）飾演 伊藤柚木
- 都市怪談之女 第5話（2012年5月11日、朝日電視台） 飾演 大楠櫻
- 東野圭吾推理劇場 第9話「結婚報告」（2012年9月6日、富士電視台） 飾演 山下典子
- TOKYO機場～東京機場管制保安部～（2012年10月14日 - 12月23日、富士電視台） 飾演 城之内玲子
- 惡女們的手術刀 episode2（2012年12月21日、富士電視台）飾演 太田理沙子
- 神探伽利略 第二季 最終章「聖女的救贖」（2013年6月17日・23日、富士電視台） 飾演 若山晴美
- A.I.人工智慧男友（2013年10月13日－12月15日、TBS） 飾演 小松左京子
- Silent Poor（2014年4月8日 - 6月3日、NHK） 飾演 水澤純子
- 家族狩獵（2014年7月4日 - 9月5日、TBS） 飾演 清岡美步
- 金田一耕助VS明智小五郎 再度（2014年9月29日、富士電視台） 飾演 柳條雪夜
- 辯護師新人王（2014年10月2日 - 12月18日、讀賣電視台） 飾演 高田夏美
- 替罪羊（2015年4月12日 - 5月3日、WOWOW）飾演 秋本月冴
- 歡迎來我家（2015年4月13日 - 6月15日，富士電視台）飾演 西沢攝子
- 脫黑～不再當黑社會～（2015年4月16日 - 6月18日、TBS）飾演 有留章子
- 危機大神（2015年7月8日 - 9月16日、富士電視台）飾演 橘由香
- 產科醫鴻鳥（2015年10月16日 - 12月18日、TBS）飾演 新井恵美
  - 產科醫鴻鳥2 第8話・最終話（2017年12月1日・12月22日、TBS）飾演 新井恵美
- 警報 刑警×女友×完全惡女（2015年10月20日 - 12月15日、富士電視台）飾演 千歲弘子
- 貓侍:玉之丞、進軍江戶 玉之丞 江戸へ行く（2016年2月19日、神奈川電視台）飾演 美和
- 夏樹靜子懸疑  光之崖（2016年2月20日、富士電視台）飾演 北沢昌代
- 週一Golden「民間科捜研 桐野真衣的殺人鑑定」（2016年3月14日、TBS）飾演 松島由香
- Love Song（2016年4月11日－6月13日、富士電視台）飾演 渡邊涼子
- 高考灰姑娘（2016年7月10日－8月28日、NHK BS Premium）飾演 宮間塔子
- 命運般的戀愛（2016年9月23日－11月11日、NHK）飾演 白井真帆
- IQ246〜華麗事件簿〜 第七話（2016年11月27日、TBS）飾演 美園麗子
- 天才傻瓜2（2017年1月6日、日本電視台）飾演 榮子
- 女城主 直虎（2017年、NHK）飾演 奧山なつ
- Byplayers 如果六位名配角同住一個屋簷下 第三話（2017年1月28日、東京電視台）
- 女囚SEVEN（日语：女囚セブン）（2017年4月－6月、朝日電視台）飾演 楠瀨司
- 神奈小姐（2017年7月－9月、TBS）飾演 片岡美香
- Refrain（2017年12月18日、富士電視台）飾演 系子
- UNNATURAL 第1話（2018年1月12日、TBS）飾演 馬場路子
- 基度山恩仇記-華麗的復仇（2018年4月19日－6月14日、富士電視台）飾演 入間瑛理奈
- 黑色醜聞（2018年10月4日－12月6日、讀賣電視台）飾演 矢神亞梨沙（主演）
- 主婦勝利（2018年10月7日－11月25日、NHK BS Premium）飾演 朝比奈美咲
- 流浪溫泉遠藤憲一第二話（2019年1月24日、東京電視台）飾演 艶口さやか
- Designer 澀井直人的休假第四話（2019年2月8日、東京電視台）飾演 町田蘭
- 絕對正義（2019年2月2日－3月24日、富士電視台）飾演 高規範子（主演）
- X光室的奇蹟（2019年4月8日－6月17日、富士電視台）飾演 黒羽環
  - X光室的奇蹟 第二季（2021年10月4日－12月13日）飾演 黒羽環
- 惡黨～加害者追跡調査～ 第2話（2019年5月19日、WOWOW）飾演 前畑紀子
- 前男友狂（2019年10月17日－12月12日、富士電視台）飾演 丸之内櫻
- 扭曲的波紋（2019年11月17日－12月22日、NHK BS Premium）飾演 野村美沙
- 在不白不黑的世界裡，熊貓笑了（2020年1月12日－3月15日、讀賣電視台）飾演 川田麻衣子
- 出租什麼都不做的人 第四話（2020年4月29日、東京電視台）飾演 京野彩
- 為某些原因住在火星上 第六話（2020年2月29日、WOWOW）飾演 澤田
- 共演NG（2020年10月、東京電視台）飾演 遠山雪菜
- 38歲離婚一次的獨身女嘗試相親App的成果日記（2020年11月、東京電視台）飾演 松本千秋（主演）
- 青之SP ～校內警察．嶋田隆平～（2021年1月12日－3月16日、關西電視台）飾演 水野楓
- 鐵證懸案～真相之門～（第三季）第六話（2021年1月16日、WOWOW）飾演 牧村美里
- Dream Team（2021年1月22日、NHK）飾演 榎木香菜（主演）
- 四十雀（2022年1月8日－3月26日、東京電視台）飾演 綿貫忍（主演）
- 歡迎回來百音（2021年5月－10月、NHK）飾演 高橋美佳子
- 詐欺獵人 第7話（2022年12月2日、TBS）飾演 牛山彩子
- 飛舞吧！（2023年2月13日－3月31日、NHK）飾演 御園純
- Pending Train－8時23分，明天和你在一起（2023年4月21日－6月23日、TBS）飾演 三島すみれ
- 轉職魔王（2023年7月17日－9月25日、關西電視台・富士電視台）飾演 廣澤繪里香
- 火星-零的革命-（2024年1月23日－3月19日、朝日電視台）飾演 砂川淺海
- 柚木家的四兄弟（2024年5月27日－7月18日、NHK）飾演 柚木千惠子
- 真實的恐怖故事 25週年特別篇「暗澹之房」（2024年8月17日、富士電視台）飾演 藤川雪乃
- 請找我的遺體（2024年9月4日－10月9日、東京電視台）飾演 森林麻美
- 全領域異常解決室 第3話（2024年10月23日、富士電視台）飾演 常見真紀
- 物產展之女〜宮崎篇〜（2025年1月9日・1月16日、東京電視台）飾演 御廚京子（與平祐奈雙主演）
- 日本第一的爛男人 ※我的假家人們 第3話（2025年1月23日、富士電視台）飾演 立松紀子
- 法庭之龍 第2話（2025年1月24日、東京電視台）飾演 瀨山玲子
- Dear My Baby～直到我支配你為止～（2025年4月5日－6月21日、東京電視台）飾演 森山雪乃
- 孤獨死又怎樣（2025年6月21日－8月2日、NHK）飾演 山口光子

### 電影
- 摩斯拉（1996年、東宝） 飾演 羅拉
- 純愛手札（1997年、東映） 飾演 横山美潮
- 摩斯拉2 海底大決戰（1997年、東宝） 飾演 羅拉
- 摩斯拉3 王者基多拉來襲（1998年、東宝）※旁白
- 純愛手札（1997年、東映） 飾演 横山美潮
- 富江 replay（2000年、東映） 飾演 森田由美
- ちんちろまい（2000年、Sony Pictures Japan） 飾演 餐飲服務員
- 星級大改造（2006年2月、東宝） 飾演 田畑美香
- 牛郎俱樂部 Waters（2006年3月、GAGA CORPORATION）
- Check It Out, Yo!（2006年4月、東宝） 飾演 南風原美奈
- 幸福便當（2009年9月、Kino Films）飾演 玉川麗華
- 電影版交響情人夢 最終樂章 前篇（2009年12月19日） 飾演 並木優子
- 壘球少年（2010年6月19日）飾演 文字燒店老板娘
- 拉麵侍（2011年4月7日） 飾演 神代嘉子
- SOUP〜輪迴的故事〜（2012年7月7日） 飾演 花屋店主
- FLARE（2014年4月26日）
- 愚人節（2015年4月1日）飾演 江藤絵里子
- 乒乓少女大逆襲（2017年10月21日） 飾演 佐野聖子
- 人魚沉睡的家（2018年11月16日）飾演 美晴
- 凜（2018年4月22日）飾演 裡中望美
- 信用詐欺師JP浪漫篇（2019年5月17日）飾演 高松千鶴
- 糸（2020年8月21日）飾演 園田真由美
- 明日的餐桌（2021年5月28日）飾演 若杉菜菜
- 她喜歡的是（2021年12月3日）飾演 安藤みづき
- 劇場版 X光室的奇蹟（2022年4月29日）飾演 黑羽環
- 我的幸福婚約（2023年3月17日）飾演 斎森香乃子

### 廣播劇
- 山口紗彌加のNEC Web STATION（2000年8月－2004年3月27日）

### 個人唱片
- 赤い花～missing you (1998年、ジェネオン エンタテインメント)
- Little Wing (1998年、ジェネオン エンタテインメント)
- BABY MOON (1998年、ジェネオン エンタテインメント)
- April fool (1999年、ジェネオン エンタテインメント)
- 100%LOVE (2000年、ジェネオン エンタテインメント)
- Toy Ring～Love Me 100%～ (2001年、アンティノスレコード):在HEY!HEY!HEY!節目以歌手身分出場
- HORIZON (2005年、コロムビアミュージックエンタテインメント)

### 寫真集
- Precious (1998年、ワニブックス) ISBN 978-4847024924
- Romanstic (1999年、ジェネオン エンタテインメント)
- FRAGILE (2000年、集英社) ISBN 978-4087803143

## 外部連結
- 所屬事務所FLaMme的官方介紹頁 （页面存档备份，存于）